# Кокле (інструмент)
Кокле (латис. kokle ('kʊ͡ɔk.le), латг. kūkle, лив. kāndla), історична назва коклес (kokles, kūkles) — традиційний латиський народний струнний щипковий музичний інструмент, що входить до Культурного канону Латвії. Має схожість з литовським канклес, естонським Каннель, карело-фінським кантеле і російськими крилоподібними гуслями.

## Конструкція
Кокле має порожнистий трапецієподібний корпус з тонкою дерев'яною декою. Дерев'яні кілки встановлюються на вузький металевий стрижень, до якого кріпляться струни. Струни цього інструменту можуть бути виготовлені з тонких кишок тварин, рослинних волокон, а також металеві — з сталі чи латуні. Традиційно в інструменті було 6-9 струн пізніше їх кількість стала більше десяти. У нижньої струни зазвичай роль Бурдона — вона звучить весь час. У сучасних Кокле число струн досягає двадцяти.
Звучання Кокле залежить від породи дерева, з якого зроблений інструмент: для непрофесійних інструментів використовується липа або береза, для академічного концертного — тільки клен.

## Історія

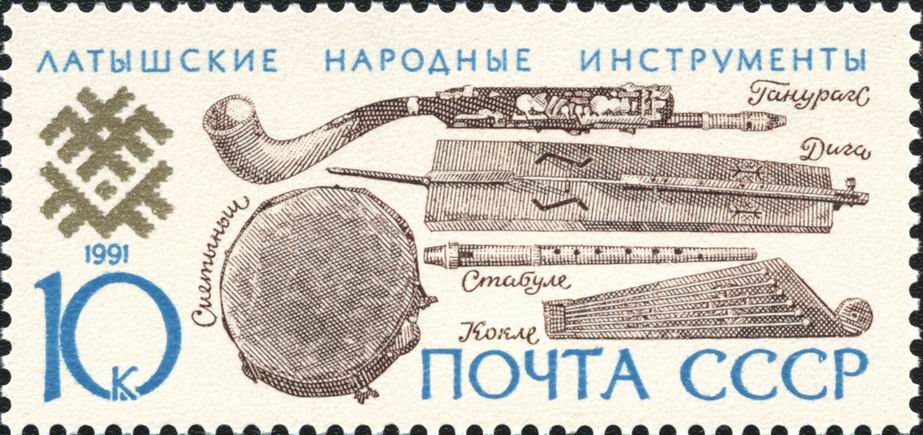
Поштова марка СРСР

Перші письмові відомості про цей музичний інструмент датовані XV століттям, коли на ньому грали прибалтійські племена.
В знак важливості цього національного інструменту Латвії, яка є народним музичним символом, в 1991 році була випущена поштова марка СРСР. У 2014 році була випущена латвійська поштова марка, а в 2013 році — пам'ятна монета в 1 лат із зображенням Кокле.

## Техніка гри

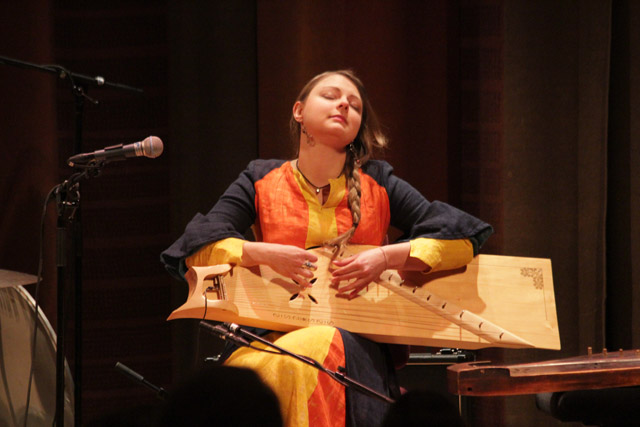
Коклеістка Лайма Янсон

Музикант зазвичай грає на інструменті сидячи, перебираючи потрібні струни правою рукою, приглушаючи непотрібні — лівої. При грі Кокле кладуть на стіл, рідше — на коліна, під час руху підвішують на шию.

## Варіанти
Розрізняють декілька варіантів цього музичного інструменту:

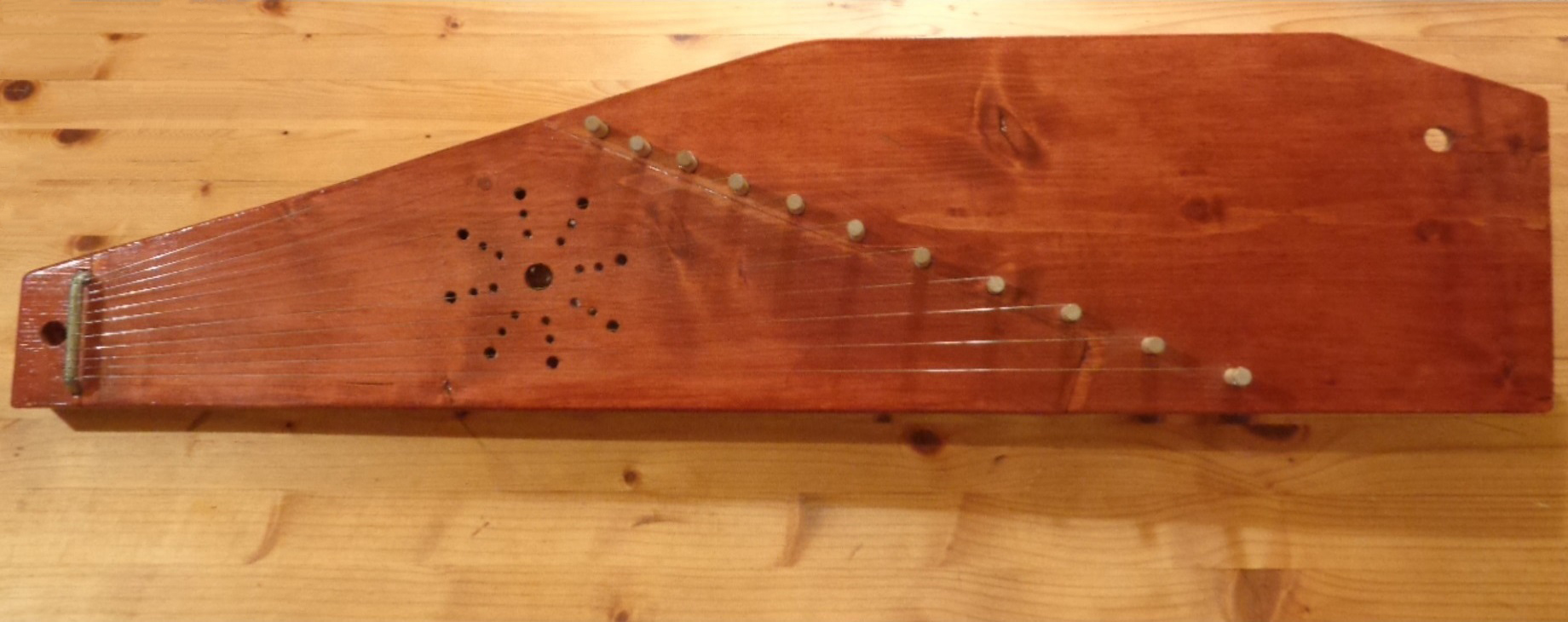
11-струнний латгальскій Кокле

- латгальскій Кокле (Latgales kokle) — має крило, яке посилює звучання інструменту і служить підставкою для руки; він менш прикрашений і важчий;
- Курземский Кокле (Kurzemes kokle) — без крила, зазвичай прикрашений орнаментом і різьбленням;
- цітровідний Кокле (cītarkokle) — більш пізній інструмент, що виник під впливом західноєвропейських цитр, — з великим корпусом, металевими кілками і великою кількістю струн;
- концертний Кокле (koncertkokle) — з більш широким діапазоном нот, на деяких є пристрій для зміни висоти тону струни.